# Vaughanella oreophila
Vaughanella oreophila is een rifkoralensoort uit de familie van de Caryophylliidae. De wetenschappelijke naam van de soort is voor het eerst geldig gepubliceerd in 1981 door Keller.